# Guitar Hero: Aerosmith
Guitar Hero: Aerosmith es un videojuego musical desarrollado por Neversoft y distribuido por Activision. El juego fue publicado para las consolas de Xbox 360 y PlayStation 3, además de una versión para la Nintendo Wii desarrollada por Vicarious Visions y otra versión para la PlayStation 2 por Budcat Creations y en versión para PC por Aspyr Media. El juego salió al mercado el 26 de junio de 2008 en Europa y el 29 de junio del mismo año en Norteamérica. El juego se vende como un paquete especialmente diseñado para el controlador en forma de guitarra así también como un paquete solamente del juego.
El juego es considerado una expansión en la serie de Guitar Hero, ampliándose sobre las características generales de Guitar Hero III: Legends of Rock. Como otros juegos en la serie, el jugador utiliza el controlador en forma de guitarra para simular la interpretación de música rock tocando notas temporizadas en movimiento vertical que aparecerán en la pantalla. Es el primer juego en la serie a centrarse sobre todo en el trabajo de una banda de rock, con las canciones de Aerosmith abarcando el aproximadamente 60% de la banda sonora original, mientras que las canciones restantes son de las bandas que han sido influenciadas o han abierto para Aerosmith. El Modo de carrera de un solo jugador (en inglés: Single player Career mode) permite que el jugador siga la historia de la banda con varios lugares inspirados en el mundo real, entremezclada con entrevistas a los miembros de la banda sobre su pasado. Aerosmith ha vuelto a grabar cuatro canciones para este juego, y ha participado en la captura de movimiento para crear las animaciones de sus personajes en el juego.
Mientras Guitar Hero: Aerosmith mantiene la misma jugabilidad, el juego ha recibido críticas por ser más corto y más fácil que títulos anteriores de Guitar Hero y la dificultad para justificar los puntos de precio; además, con el enfoque del juego centrado en una sola banda.

## Lista de canciones
Getting the Band Together
- All the Young Dudes por Mott the Hoople
- Draw the Line por Aerosmith

- Dream Police por Cheap Trick

- Make It por Aerosmith

- Uncle Salty por Aerosmith

First Taste of Success
- All Day and All of the Night por The Kinks

- I Hate Myself for Loving You por Joan Jett

- Movin’ Out por Aerosmith

- No Surprize por Aerosmith

- Sweet Emotion por Aerosmith

The Triumphant Return
- Complete Control por The Clash

- Livin’ on the Edge por Aerosmith

- Love in an Elevator por Aerosmith

- Personality Crisis por New York Dolls

- Rag Doll por Aerosmith

International Superstars
- Bright Light Fright por Aerosmith

- King of Rock por Run-D.M.C.

- Nobody’s Fault por Aerosmith

- She Sells Sanctuary por The Cult

- Walk This Way por Run-D.M.C. y Aerosmith

The Great American Band
- Always on the Run por Lenny Kravitz y Slash

- Back in the Saddle por Aerosmith

- Beyond Beautiful por Aerosmith

- Dream On por Aerosmith

- Hard to Handle por The Black Crowes (cover)

Rock N Roll Legends
- Cat Scratch Fever por Ted Nugent

- Mama Kin por Aerosmith (Grabada nuevamente)

- Sex Type Thing por Stone Temple Pilots

- Toys In The Attic por Aerosmith

- Train Kept A-Rollin' por Aerosmith

- “Guitar Battle Vs. Joe Perry” por Joe Perry

The Vault
- Combination por Aerosmith

- Kings and Queens por Aerosmith

- Let The Music Do The Talking por Aerosmith

- Mercy por Joe Perry

- Pandora’s Box por Aerosmith

- Pink por Aerosmith

- Rats In The Cellar por Aerosmith

- Shakin’ My Cage por Joe Perry

- Talk Talkin por Joe Perry

- Walk This Way por Aerosmith